# Chen Qiang
Chen Qiang (xinès tradicional: 陳強, xinès simplificat: 陈强, pinyin: Chén Qiáng), nom de naixement, Chen Qingsan (xinès tradicional: 陳慶三, xinès simplificat: 陈庆三, pinyin: Chén Qìngsān; Ningjin, Hebei, 11 de novembre el 1918 - Beijing, 26 de juny del 2012) fou un actor i còmic xinès, conegut pels seus papers a L'exèrcit roig femení, La xica dels cabells blancs i Dimonis a la porta. Comença a actuar el 1947, interpretant més de 40 papers diferents al llarg de la seua carrera. Els darrers anys de la seua trajectòria solia treballar juntament amb el seu fill, Chen Peisi, també un actor i còmic molt conegut al país. Chen tenia un altre fill, Chen Buda, i una filla, Chen Lida.
Debuta amb una pel·lícula de Dongbei contrària a l'exèrcit de Chiang Kai-shek. Va aparéixer a la primera pel·lícula de la República Popular de la Xina, Qiao, així com en altres produccions de l'estudi de cinema de Changchun com La xica dels cabells blancs. Arran d'esta última pel·lícula, s'especialitzà en rols d'antagonista, sent especialment recordat el paper de Nan Batien a L'exèrcit roig femení, que li va valdre un Premi de les Cent Flors. Es diu que ho feia tan bé que la gent no era capaç de diferenciar la persona real dels personatges, que hi havia gent que tirava verdures a la pantalla quan apareixia, i que una vegada un soldat va apuntar la seua arma contra ell.
A partir dels anys 1960 comença a reeixir com a actor còmic, i a partir dels 1980, roda una sèrie de pel·lícules sobre la joventut urbana anomenada Erzi. Estes últimes pel·lícules estaven protagonitzades pel seu fill Chen Peisi.
El 2005, coincidint amb el centenari del naixement de la indústria cinematogràfica xinesa, la China Film Performance Art Academy el va elegir com un dels 100 millors actors de la història del cinema del país.